# Delfín Carvallo
Delfín Carvallo Orrego (1844-1882) fue un militar chileno, nació en Doñihue en 1844. Fue teniente coronel de artillería de larga trayectoria en el Ejército de Chile. Participó en la Guerra contra España, en la Guerra de Arauco y en la Guerra del Pacífico.

## Guerra del Pacífico
Durante la Guerra del Pacífico (1879-1884) se destacó por su valor y efectividad de los tiros disparados en contra de las fuerzas aliadas que atacaron la posición que defendía la batería que él comandaba en el cerro San Francisco en la Batalla de Dolores o San Francisco el 19 de noviembre de 1879 llegando a disparar más de 800 tiros de cañón, circunstancias en la que es herido por una bala enemiga en la cadera y espina dorsal. Los cirujanos lo daban por muerto en poco tiempo más, sin embargo resistió dos años más con profundos dolores y sin posibilidad de una recuperación.
Después de haber sido herido en combate pensó en retirarse al campo, esperando algún beneficio para su salud, pero cuando lo iba a hacer se propuso arreglar sus cuentas con la tesorería, pero cuando se dirigió a La Moneda resultó de su arreglo que, en lugar de alcanzar a la caja, salía debiendo más de 600 pesos que debía pagar con su sueldo mensual. Esta deuda no la pudo pagar con la tercera parte de su sueldo, como decía en ese tiempo la ordenanza. A partir de ese momento, inutilizado para trabajar, pasó sus últimos días en una pequeña propiedad del pueblo de Maipo que había alquilado. 
Murió el 9 de marzo de 1882, formando para su inhumación solo 5 acopañantes, dos de ellos deudos, dos antiguos camaradas y un amigo.